# Douglas DC-5
Douglas DC-5 je bilo 16-24 sedežno propelersko potniško letalo, ki ga je razvil ameriški Douglas Aircraft Company v poznih 1930ih. DC-5 je bil namenjen krajšim letom kot Douglas DC-3 ali Douglas DC-4. DC-5 je po konfiguraciji podoben bombniku Douglas A-20 Havoc (DB-7). Poganjala sta da dva zvezdasta motorja Wright GR-1820-F62 Cyclone, vsak s 900 konjskimi silami.  
DC-5 ni bil komercialno uspešen, zgradili so samo 12 primerkov. 

## Specifikacije (DC-5)
Podatki iz McDonnell Aircraft since 1920; Francillon 1979, p. 313
Splošne karakteristike
- Posadka: 3
- Število sedežev: 18-24 potnikov
- Dolžina: 62 ft 2 in (18,96 m)
- Razpon kril: 78 ft (23,77 m)
- Višina: 19 ft 10 in (6,04 m)
- Površina kril: 824 ft² (76,55 m²)
- Teža praznega letala: 13674 lb (6243 kg)
- Naložena teža: 20000 lb (9072 kg)
- Pogon letala: 2 ×  Wright GR-1820-F62 Cyclone, 900 KM (671 kW)  vsak

 Zmogljivost 
- Maks. hitrost: 230 mph (200 vozlov, 370 km/h) na višini 7700 ft (2345 m)
- Potovalna hitrost: 202 mph (176 vozlov, 325 km/h)
- Doseg: 1600 milj (1391 nmi, 2575 km)
- Višina leta: 23700 ft (7225 m)
- Hitrost vzpenjanja: 1585 ft/min (8,1 m/s)